# Vastagfarkú skorpió
A vastagfarkú skorpió (Androctonus australis) a pókszabásúak (Arachnida) osztályának a skorpiók (Scorpiones) rendjébe, ezen belül a Buthidae családjába tartozó faj.

## Előfordulása
Afrikában (Algéria, Csád, Egyiptom, Líbia, Mauritánia, Szomália, Szudán és Tunézia), valamint Ázsiában (India, Izrael, Pakisztán, Szaúd-Arábia és Jemen) területén honos. A természetes élőhelye száraz, sivatagok, száraz hegyvidéki régiók és magas fennsíkok.

## Megjelenése
Testhossza 10 centiméter, így a kisebb termetűek között tartják számon. Színe a hátán barnásfekete, lábai sárgák, csápja és farka világosbarnás árnyalatú. A farka végén levő méregmirigyhez éles és erős tüske kapcsolódik. A fején csáprágó, valamint erős ollókban végződő állkapocs található. Szúrása rendkívül veszélyes!

## Támadása, mérge
Áldozatát ollóvá módosult első pár lábával ragadja meg, majd méregtövisével megszúrja. A méreg azonnal megöli a rovarokat, pókokat. Az emberre is veszélyes, több halálesetet okoz évente.